# Roger de Barnaville

Escudo de armas de la casa de Altavilla.

Roger de Barnaville (o Bournonville, murió 15 de junio del 1098, cerca de Antioquía, en el transcurso de la Primera Cruzada) fue un noble normando hijo de Gérard de Bournonville, señor de Bournonville y su esposa, Eleburge de Selles.
Originario del distrito de Costanza (departamento de la Marche).
Fue el segundo conde de Geraci (maritale nómine), tras su matrimonio con Eliusa de Altavilla, titulada en 1073, tras la muerte de su padre un año antes.

## Títulos
- II conde de Geraci (maritale nómine).
- Señor de Castronovo.[7]

## Biografía
De Roger de Barneville ha llegado bastante documentación a nuestros días, quizás bastante más de la que correspondería a su papel como conde de Geraci (señor feudal en Sicilia) e incluso a su actividad como vasallo del conde Roger I de Sicilia. Su notoriedad viene dada por su valerosa participación en la I cruzada. Parte de los datos que siguen a continuación son un extracto dei di Barneville (1964).
Fue conocido en Sicilia como Roger de Barnaville, pero su nombre real era Roger de Bournonville, hermano menor de Ludovico e hijo de Gerardo de Bournonville y Eleburga de Selis (ó Selles), señora de Selis en 1084. Fue un ilustre varón de su época, señor de Castronovo, pariente de la propia Eliusa y primo hermano del duque Bohemundo Nortman, en cuya compañía partió para tierra santa en 1097, al amparo de la I cruzada y donde finalmente encontraría la muerte.
Consiguió Castronovo por donación de Aldesia, la esposa de Roger de Altavilla,  il gran conte.
En fecha no precisa efectuó algunas importantes concesiones al monasterio de San Bartolomeo de Lipari y a la iglesia de San Pietro de Castronuovo.
En agosto de 1086 estaba presente, en Palermo, en la donación de la iglesia de la Santísima Trinidad de Bari, efectuada a favor del monasterio de Cava, del nuevo duque de Puglia Roger Borsa.
En 1094 firma el documento de fundación del monasterio de S. Salvatore di Patti y en 1095 firma un privilegio para la iglesia de Palermo, originario de Roger I de Sicilia, il Gran Conte, rey de Sicilia.
Cuando acudió a la Primera Cruzada, no partió con la flota reunida por Bohemundo de Tarento, sino unos meses más tarde, con la expedición que lideró Roberto II de Normandía y su primo Esteban II de Blois, conde de Blois y de Chartres, y que embarcó en el puerto de Brindisi el 5 de abril de 1097.
La primera gesta singular de armas en la que participó Roger fue en mayo-junio de ese mismo año, durante el asedio a Nicea, en el curso del cual se distinguió al repeler un ataque enemigo. Pero pronto adquirió fama de valeroso guerrero, difundida tanto entre sus propias filas como las musulmanas, adquirida principalmente por su acción durante la batalla del ponte di ferro, transcurrida el 20 de octubre de 1097, cuando los cruzados, acercándose a Antiochia, se vieron forzados a cruzar el río Oronte. Roger de Barneville, a las órdenes de Roberto conde de Normandía, contribuyó eficazmente a romper las defensas de la infantería turca. Al día siguiente, durante la marcha final hacia Antiochia, protegió la retaguardia del ejército cruzado y cuando finalmente se estrechó el cerco a la ciudad, recibió el mando de un destacado sector del frente de asedio.
Durante el largo asedio de Antioquia (desde octubre de 1097 hasta el 3 de junio de 1098), Roger de Barneville pudo demostrar su valor en innumerables gestas y acrecentó su prestigio personal del que ya gozaba entre turcos y cristianos con su participación en los tratos para el intercambio de prisioneros entre ambos ejércitos.
Al día siguiente a la conquista de la ciudad, el día 4 de junio de 1098, mientras repelía una incursión de arqueros turcos, fue muerto en combate. Su muerte es relatada de diversas maneras por distintos cronistas de la época. No obstante, todos relatan con el mismo ánimo su heroísmo final.
Mención especial merece el relato anónimo la Chanson d'Antioche, que le dedica íntegramente el IV parágrafo del VII canto.
Su cuerpo fue recuperado por los cruzados y sepultado con grandes honores en la iglesia de San Pietro de Antiochia.

## Línea de sucesión en el Condado de Geraci
| Predecesor: Serlóne II de Altavilla | II Conde de Geraci (Maritale nómine) 1073-? | Sucesor: Reynaldo de Barnaville |

## Enlaces y bibliografía
- Árbol genealógico histórico de la nobilísima casa y familia de los excelentísimos señores duques de Buornonville. Coronado de doce relevantes frutos que acreditan su virtud fecunda, de admirable en todo el orbe, Doctor Esteban Casellas, arcediano mayor de la santa iglesia y maestreescuelas de la real universidad y estudios generales de Lérida, Barcelona 1680.
- Chronicon Hierosolymitanum de bello sacro, Albertus Aquensis, en doce libros, de 1095 a 1121, impreso en Bongars (Gesta Dei per Francos, I, 184-381), también incluido en el IV volumen de en:Recueil des historiens des croisades.
- Gesta Francorum et aliorum Hierosolymitanorum, in Recueil des historiens des Croisades. Historiens Occidentaux, a cura di H. Hagenmeyer, Heidelberg 1890.
- Histoire généalogique et chronologique de la maison royale de France, P. Anselme, París 1730.
- Histoire généalogique des Païs-Bas, ou Histoire de Cambray et du Cambresis, Troisiesme Partie, Jean le Carpentier.

- Datos: Q6113557